# بیلی موسفورت
بیلی موسفورت (به انگلیسی: Billy Mosforth) بازیکن فوتبال زادهٔ ۱۸۵۷ اهل کشور انگلستان بود که سابقهٔ بازی در تیم ملی فوتبال انگلستان را در کارنامهٔ خود دارد. وی در تاریخ ۳ مارس ۱۸۷۷ نخستین بازی ملی خود را در مقابل تیم ملی فوتبال اسکاتلند انجام داد و با حضور در ۹ بازی ملی، در تاریخ ۱۳ مارس ۱۸۸۲ واپسین بازی ملی‌اش را در برابر تیم ملی فوتبال ولز برگزار کرد.
این بازیکن توانسته در بازی‌های ملی، ۳ گل به ثمر برساند.